# تجمع ستاره‌ای

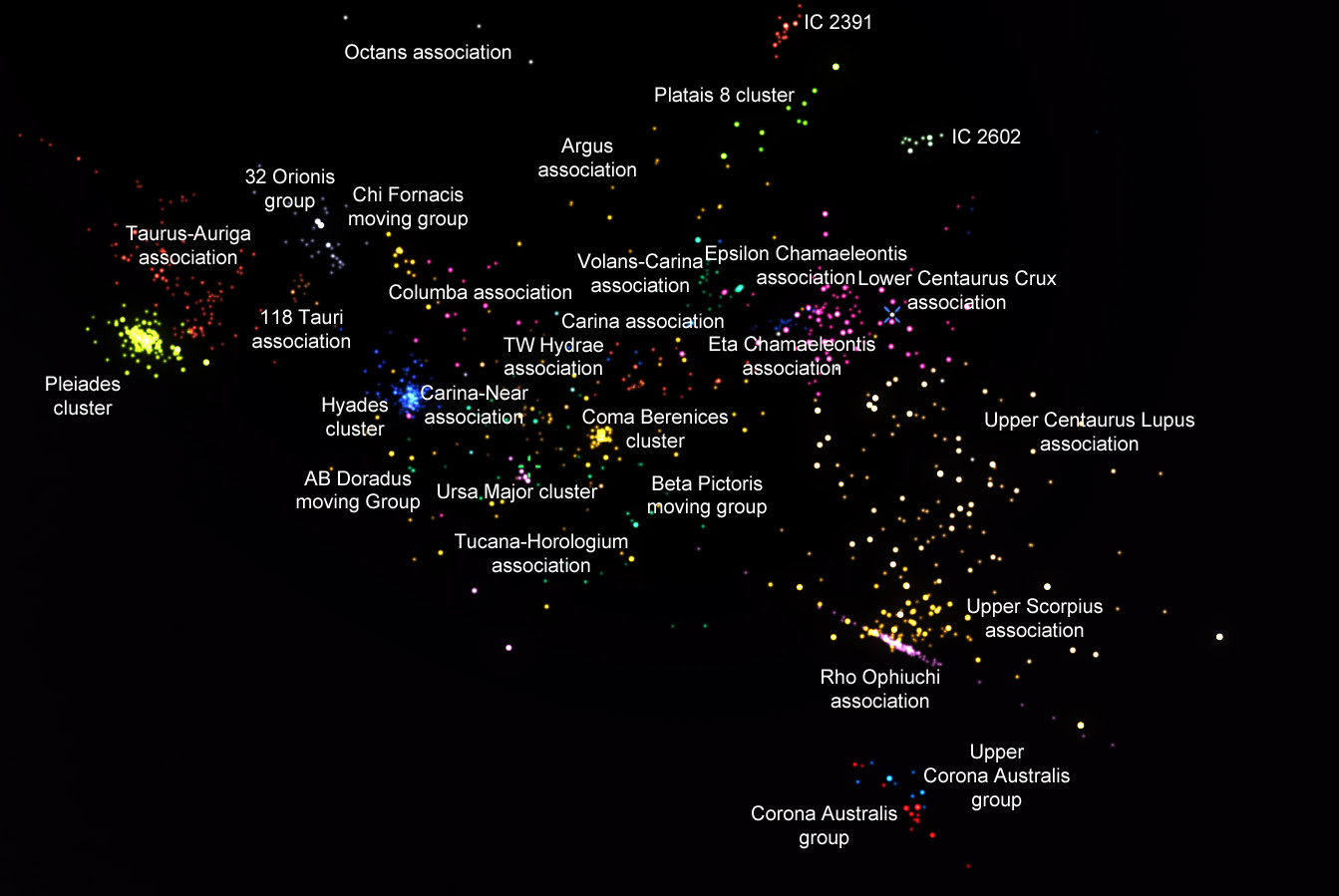
تجمع های ستاره ای نزدیک و گروه های متحرک. صلیب سبز رنگ در وسط تصویر، موقعیت خورشید را نشان می دهد.

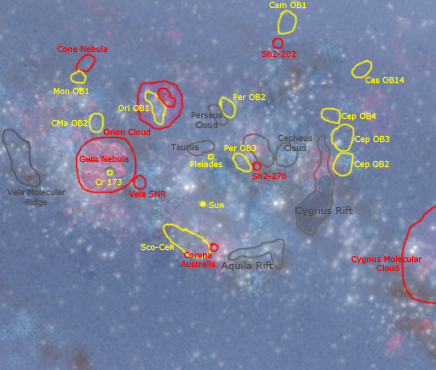
تصویری از نزدیک از بازوی شکارچی. تجمع های ستاره‌ای بزرگ (زرد)، سحابی‌ها (قرمز) و سحابی‌های تیره (خاکستری) در اطراف حباب محلی نشان داده شده است.

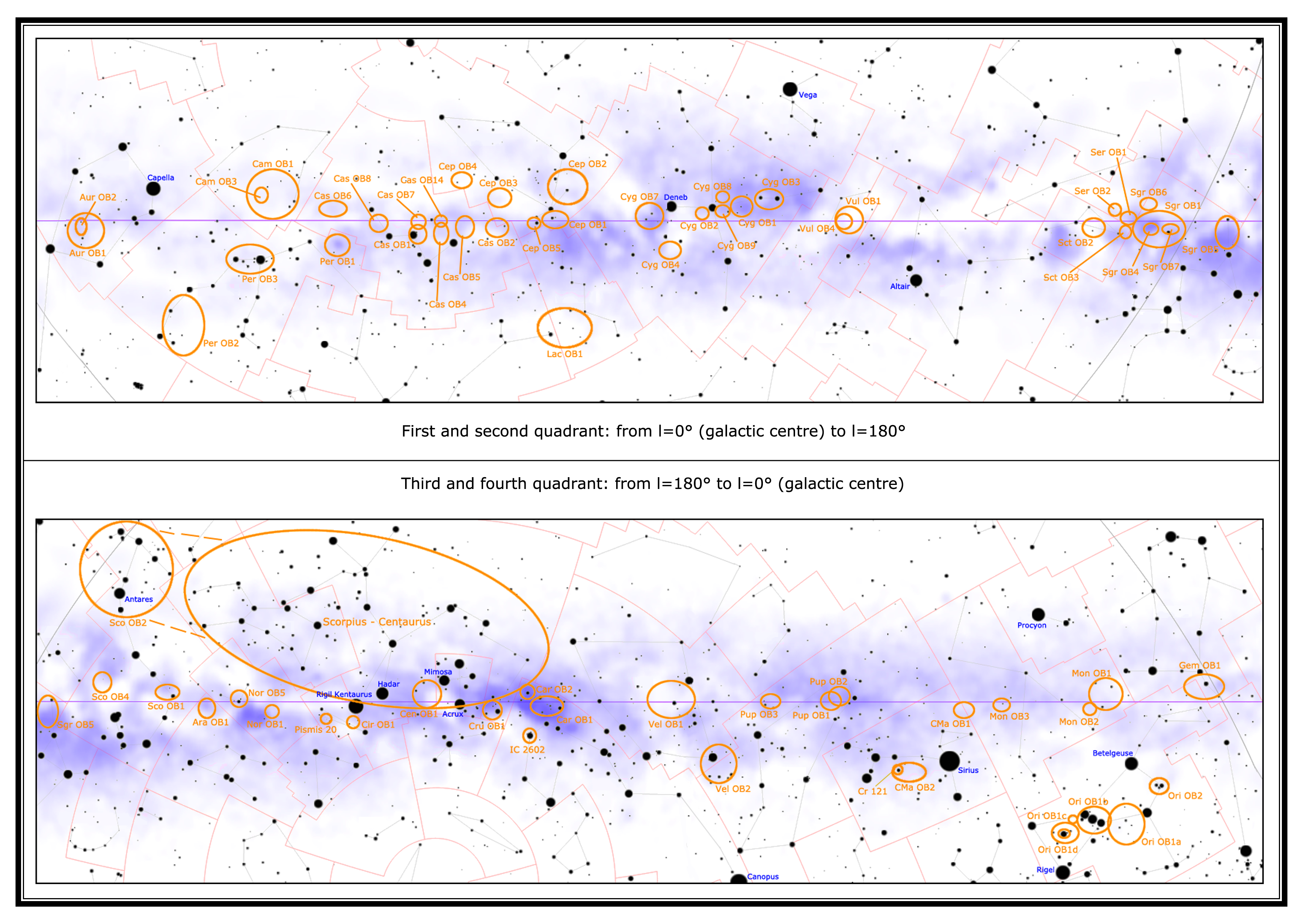
تجمع های ستاره‌ای اصلی صفحه کهکشانی در آسمان شب

تجمع ستاره‌ای یک خوشه ستاره‌ای با تعداد کمی ستاره است که هم از خوشه های باز و هم از خوشه های کروی ستاره های کمتری دارد. تجمع های ستاره ای به طور معمول شامل ۱۰ تا ۱۰۰ یا تعداد بیشتری ستاره است. ستارگان داخل این تجمع منشأ مشترکی دارند، اما نیروی گرانشی بینشان ضعیف شده و در فضا حرکت می‌کنند و از یکدیگر فاصله می‌گیرند. تجمع ستاره‌ای در درجه اول با بردار حرکتی ستاره‌ها و سن مشترکشان شناسایی می شوند. با بررسی ترکیب شیمیایی ستارگان نیز می‌توان تجمع های ستاره‌ای را شناسایی نمود.
تجمع های ستاره‌ای برای اولین بار توسط ستاره شناس ارمنی شوروی، ویکتور هامبارتسومیان در سال 1947 کشف شد.
نام تجمع های ستاره‌ای از نام صورت فلکی (یا صورت های فلکی) ای که در آن قرار دارد، گرفته می‌شود.

## انواع تجمع های ستاره‌ای
ویکتور هامبارتسومیان در ابتدا انجمن های ستاره ای را بر اساس ویژگی های ستاره هایشان به دو گروه OB و T دسته بندی کرد. دسته سوم با نام R، بعداً توسط سیدنی ون دن برگ برای تجمع هایی که باعث روشن شدن سحابی های بازتابی می‌شود، نام گذاری شد.
تجمع‌های OB، T و R زنجیره‌ای از گروه‌بندی‌های ستاره‌های جوان را تشکیل می‌دهند. اما در حال حاضر مشخص نیست که آیا آنها یک توالی تکاملی هستند یا عامل دیگری در کار هستند. برخی از گروه ها، همزمان ویژگی های هر دو دسته‌ی OB و T را دارا هستند. بنابراین نمی‌توان به طور مشخصی دسته بندی کرد.

### تجمع های ستاره‌ای از نوع OB
تجمع های ستاره‌ای جوان، حاوی ۱۰ تا ۱۰۰ ستاره‌ی پرجرم از رده‌ی طیفی O و B هستند و به عنوان تجمع های از نوع OB شناخته می شوند. به نظر می‌رسد که این ستاره‌ها در همان حجم کوچک در داخل یک ابر مولکولی غول پیکر تشکیل شده‌اند. هنگامی که گرد و غبار و گازهای اطراف ستارگان از بین می‌رود، ستارگان باقیمانده از هم جدا می شوند و شروع به دور شدن می کنند. اینگونه به نظر می‌رسد که اکثر ستارگان راه شیری در تجمع های ستاره‌ای OB شکل گرفته اند.
ستارگان نوع O عمر کوتاهی دارند و بسته به جرمشان پس از تقریباً ۱ تا ۱۵ میلیون سال به شکل ابرنواختر از بین خواهند رفت. در نتیجه، انجمن های OB عموماً چند میلیون سال یا کمتر سن دارند. ستارگان OB در تجمع ستاره‌ای تمام سوخت خود را طی ۱۰ میلیون سال خواهند سوزاند. (در مقایسه با عمر خورشید که در حدود ۵ میلیارد سال است، این مقدار بسیار کم محسوب می‌گردد.)
ماهواره هیپارکوس اندازه گیری هایی را ارائه کرد که منجر به یافتن ده ها تجمع از نوع OB در ۶۵۰ پارسکی خورشید شد. نزدیکترین تجمع از نوع OB، تجمع ستاره‌ای عقرب- قنطورس است که در فاصله ی حدودی ۴۰۰ سال نوری از خورشید قرار دارد.
تجمع های ستاره‌ای OB، در ابر ماژلانی بزرگ و کهکشان آندرومدا نیز یافت شده اند. این تجمع‌های ستاره‌ای می توانند کاملاً پراکنده باشند و ۱۵۰۰ سال نوری قطر داشته باشند.

### تجمع های ستاره‌ای از نوع T
گروه‌های ستاره‌ای جوان می‌توانند شامل تعدادی از ستارگان تی ثوری باشند که در حال ورود به رشته اصلی هستند. این ستاره‌ها که تعدادشان به ۱۰۰۰ ستاره از نوع تی ثوری می‌رسد، به عنوان تجمع ستاره‌ای از نوع T شناخته می‌شوند. نزدیکترین مثال این تجمع ستاره‌ای، تجمع ستاره‌ای تی ثوری-گاوران (Tau-Aur T Association) است که در فاصله ۱۴۰ پارسکی از خورشید قرار دارد. نمونه های دیگر از تجمع‌های نوع T عبارتند از تجمع ستاره‌ای نوع T اکلیل شمالی R، تجمع ستاره‌ای نوع T گرگ، تجمع ستاره‌ای نوع T آفتاب پرست، تجمع ستاره‌ای نوع T بادبان. تجمع های ستاره‌ای نوع T اغلب در مجاورت ابر مولکولی‌ای که از آن تشکیل شده اند، یافت می شوند. برخی از آنها شامل ستاره های نوع OB هستند. ویژگی های اعضای گروه های متحرک به طور خلاصه: آنها دارای سن و منشاء یکسان، ترکیب شیمیایی یکسان و دامنه و جهت یکسانی در بردار سرعت خود هستند.

### تجمع های ستاره‌ای از نوع R
تجمع‌های ستاره‌ای که باعث روشن شدن سحابی‌های بازتابی می‌شوند، تجمع‌های از نوع R نامیده می‌شوند. این نام توسط سیدنی ون دن برگ پس از کشف اینکه ستارگان این سحابی‌ها توزیع غیریکنواختی دارند، پیشنهاد شد. این گروه‌بندی‌های ستاره‌ای جوان حاوی ستارگان رشته اصلی هستند که به اندازه کافی جرم ندارند تا ابرهای بین ستاره‌ای را که در آن شکل گرفته‌اند، پراکنده کنند. این ویژگی اجازه می دهد تا خصوصیات ابر تاریک اطراف ستارگان، توسط ستاره شناسان بررسی شود. از آنجا که تجمع‌های ستاره‌ای R فراوان‌تر از تجمع‌های ستاره‌ای OB هستند، می توان از آنها برای دست یافتن به ساختار بازوهای مارپیچی کهکشانی استفاده کرد. تجمع ستاره‌ای R2 تک شاخ یکی از نمونه های تجمع های نوع R است که در فاصله‌ی ۵۰ ± ۸۳۰ پارسکی خورشید قرار دارد.